# جک ایتکن
جک ایتکن (کره‌ای: [한세용, Han Se-yong] Error: {{Lang}}: متن دارای نشانه‌گذاری ایتالیک است (راهنما)؛ زادهٔ ۲۳ سپتامبر ۱۹۹۵ در لندن) رانندهٔ مسابقات اتومبیل‌رانی فرمول یک اهل بریتانیا است که در فصل ۲۰۲۰ در مجموع در ۱ گراند پری شرکت کرد، اما موفق به کسب هیچ امتیازی نشد.